# Fédération francophone pour l'élevage et la protection des tortues
La Fédération francophone pour l’élevage et la protection des tortues (FFEPT) est une fédération d'associations fondée le 16 décembre 2001 qui rassemble et coordonne les associations francophones (françaises et suisses en particulier) en relation avec d’autres structures équivalentes de l’Union européenne. Ses membres sont les associations chéloniophiles francophones.
Le but de la FFEPT est l’élevage et la protection des tortues (captives et sauvages).
Son objet est :
- de regrouper les associations terrariophiles autour d’une charte éthique commune pour l’élevage et la protection des tortues ;
- de diffuser des informations sur l’élevage, la réglementation et la connaissance des tortues ;
- de défendre les tortues captives en tant qu’êtres ayant droit à la vie ;
- d’accompagner les éleveurs dans leurs démarches de régularisations administratives ou juridiques ;
- d’être l’interlocutrice privilégiée des éleveurs de tortues auprès des autorités de tutelle ;
- de défendre les tortues sauvages dans leur biotope.

La FFEPT développe des actions pédagogiques, informatives, de protection et de lutte contre la maltraitance, pour les tortues détenues en captivité.
La Fédération francophone et ses associations affiliées œuvrent dans un même combat pour prouver que :
- l’élevage en captivité des tortues, lorsqu’il est correctement géré, permet un excellent taux de reproduction et doit entraîner l’arrêt du prélèvement d’animaux sauvages dans la nature ainsi que leur commerce.
- la compétence et le haut niveau technique de certains éleveurs pourront servir à l’élaboration de plans d’élevage pour la constitution de groupes d’animaux pour toute espèce dont le biotope est en danger.

## Revue éditée par la FFEPT
La FFEPT édite tous les trois mois une revue sur les tortues et leur élevage : la revue CHELONIENS.
Cette revue a déjà fait paraitre 41 numéros abordant tous les thèmes sur les tortues.
Cette revue est disponible sur abonnement http://revue-cheloniens.ffept.org

## Élevage de tortues
Tout éleveur, qu’il soit débutant ou chevronné, a besoin d’échanger des informations, de faire connaître ses expériences, de bénéficier de nouvelles techniques d’élevage, de soins vétérinaires aux animaux et de conseils de ses amis passionnés, avec comme but principal le bien-être et le respect des animaux.
Tout détenteur de chéloniens a désormais la possibilité de légaliser son élevage en demandant l’autorisation préfectorale de création « d’un élevage d’agrément » selon les arrêtés du 10 août 2004 et ainsi de ne plus se sentir marginalisé comme c’était le cas auparavant. Le statut d’animal captif est enfin reconnu.
Tout amateur de tortues peut dorénavant demander l’autorisation préfectorale de création d’élevage d’agrément, avant même d’acquérir des animaux.

## La fédération
La structure fédérative mise en place permet un encadrement et une gestion des associations d’éleveurs amateurs.
- Elle est le lien entre les associations d’éleveurs amateurs en assurant l’information. Elle assure l’organisation de diverses manifestations (expositions, rencontres techniques) et répond aux questions des adhérents, sur le plan de la qualité de l’élevage, des soins vétérinaires, des échanges de connaissances et de tortues puisque c’est désormais possible sous certaines conditions de la réglementation.
- Elle diffuse un bulletin intitulé « Info-Tortues » et une revue intitulée « Chéloniens ».
- Elle est le porte-parole des éleveurs amateurs auprès des instances administratives, vétérinaires, scientifiques.